# Anthia lunae
Anthia lunae es una especie de escarabajo del género Anthia, familia Carabidae. Fue descrita científicamente por James Livingston Thomson en 1859.

## Distribución geográfica
Habita en Nigeria, Chad, Camerún, República Centroafricana, Sudán, República Democrática del Congo, Uganda, Kenia y Tanzania.